# Honda XL600
Die XL 600 ist ein geländegängiges Motorrad des japanischen Fahrzeugherstellers Honda. Die Enduro wurde von 1983 bis 1987 hergestellt.
Die XL 600 R (Modell PD03) wurde 1983 als hubraumstärkere Schwester der XL 500 R auf den Markt gebracht. Sie war in vielen Details geändert und mit einer hydraulisch betätigten Scheibenbremsanlage vorn ausgestattet. Außer dem ersten Modell XL 600 R wurden weitere Varianten und Typen unter entsprechender Bezeichnung hergestellt. So sind unter den XL 600-Modellen zu unterscheiden:
- PD03 XL 600 R
- PD03 XL 600 L Paris-Dakar (Sondermodell der Standard XL 600 R)
- PD04 XL 600 LM
- PD04 XL 600 RM
- PD05 XL 500 R (aus versicherungstechnischen Gründen verkleinerter Hubraum für Österreich, ansonsten gleicher Motor)
- nicht behandelt wird hier die Honda XL600V Transalp

Zur Zuordnung zum Herstellungsjahr anhand von Fahrgestellnummern siehe unter Modellgeschichte unten.

## Modellgeschichte
Zum Ursprung des Endurogedankens, den konkurrierenden Herstellern sowie dem erstmaligen Angebot eines mit einem sogenannten Pro-link-Zentralfederbein ausgestatteten geländegängigen Motorrades durch Honda siehe auch X 500 R. Das ab 1983 angebotene Modell PD03 wurde ab Baujahr 1985 überarbeitet. Unter anderem waren das ein in technischen Details überarbeiteter Motor, bequemere rahmenfeste Soziusfußrasten (vorher Befestigung an der Schwinge), eine stärkere Teleskopgabel (Durchmesser nun 41 mm, vorher 39 mm). Das PD03-Sondermodell XL 600 L Paris-Dakar war mit einem größeren Tank ausgestattet und hatte ein anderes Design.

## Technik

### Motor
In allen Modellen arbeitet der nahezu baugleiche, luftgekühlte Einzylindermotor mit der Bezeichnung Radial Four Valve Combustion (RFVC). Bei einer Zylinderbohrung von 100 mm und einem Kolbenhub von 75 mm (PD03) hat der Viertaktmotor einen Hubraum von 589 cm³ und erzeugt ohne Drosselung eine Nennleistung von 44 PS (32 kW) bei einer Drehzahl von 6500/min. Die Werte für das maximale Drehmoment sind 49 Nm bei 5000/min und 42 Nm bei 3500/min (27 PS-Version). Er ist um 15 Grad nach vorne geneigt eingebaut. Die Verdichtung beträgt 8,6:1. Als Vergaser dient ein Kolbenschiebervergaser mit einem Durchlass von 28 mm. Auf Grund der damals in Deutschland gültigen Versicherungsklassen kamen die verschiedenen Modelle dort auch als 27-PS-Version mit abweichender Fahrgestellnummer auf den Markt (siehe Aufstellung). Die Drosselung wurde durch eine andere Nockenwelle und andere Vergaserdüsen vorgenommen. Der Kolben läuft in einem Aluminiumzylinder mit Zylinderlaufbuchse aus Grauguss. Der Gaswechsel geschieht durch vier radial angeordnete Ventile, die von einer obenliegenden Nockenwelle über Kipphebel und zwischengeschaltete Nebenschlepphebel betätigt werden. Bei ersten Modellen diente ein fünftes, kleineres Ventil zur Dekompression beim Kickstart. Die für Einzylindermotoren typischen starken Motorvibrationen werden durch eine per Zahnrad angetriebene Ausgleichswelle gemindert. Die Motorschmierung arbeitet per Druckumlauf mit Trockensumpf. Der Motor wird bei der PD03 mit Kickstarter gestartet, dies wird durch einen automatischen Dekompressionsmechanismus erleichtert. Die XL 600 RM und LM wurden zusätzlich auch mit einem Anlasser angeboten.
Er ist als Basis der Entwicklung der Antriebe späterer Modelle wie beispielsweise der NX 650 Dominator, SLR 650, XBR 500, GB 500 Clubman oder ab 2005 der Honda FMX 650 zu sehen. Die erfolgreiche und erstmals in der XL 600 eingebaute Grundkonstruktion des Motors wurde bis heute (2023) beibehalten und findet sich in der Honda XR 650 L, die in den USA angeboten wird.

### Fahrwerk
Das Vorderrad wird durch eine Teleskopgabel mit 229 mm Federweg gefedert. Hinten kommt
ein Honda Pro-Link Zentralfederbein mit 203 mm Federweg zum Einsatz.
Der Gabelrohr-Durchmesser war 39 mm, ab Baujahr 1985 41 mm.

### Kraftübertragung
Die Mehrscheiben-Kupplung läuft im Ölbad. Das Getriebe verfügt über 5 Gänge. Das Hinterrad wird über Ritzel und Kettenrad von einer Rollenkette angetrieben. 

### Elektrische Ausstattung
Das Bordnetz arbeitet mit einer Spannung von 12 Volt. Zum Einsatz kommt eine kontaktlose C.D.I.-Zündanlage. Die Batteriedaten sind 12 Volt Spannung und 3 Ah Kapazität.

### Maße und Gewichte
Die Sitzhöhe ist 895 mm, die Bodenfreiheit 375 mm. Das Gewicht wird je nach Modell mit 135 bzw. 141 kg angegeben.
Rahmen
- Rahmenart: Semi-Doppelpendelrahmen
- Lenkkopflager: Kegelrollenlager
- Bereifung vorne: 90/90 R21 54S
- Bereifung hinten: 130/80 R17 65S
- Kraftstofftank: 12 Liter / 2 Liter Reserve (20 Liter / 6 Liter Reserve)

41 Zähne / 15 Zähne (bei 44-PS-Version)
- Endantrieb: Rollenkette